# Павел Петров
Павел Първанов Петров е български минен инженер, геолог, спелеолог и хидрогеолог.

## Биография
Роден е през 1884 година в Ловеч. Завършва Габровската мъжка гимназия, след което - минно инженерство и геология в Лиежкия университет. Председател е на Дружеството на българските студенти в Лиеж и на Славянското студентско дружество. Специализира каптажно дело и хидрология в Париж. Работи като инженер в мини „Перник“. Ръководител е на мина „Източник“. През 1924-1937 година е преподавател по минно дело в Държавното средно техническо училище. Собственик е на  консервна фабрика "ГЕА".
Началник е на служба „Минерални води“ и „Софийски минерални извори“ при Столичния градски народен съвет. Главен геолог е на Държавно минно обединение „Нерудни изкопаеми“ и др. Проучва минерални води край  София и в Родопите, изследва Западния карстов басейн във връзка с водоснабдяването на София и Софийски окръг.
Инженер Петров е инициатор за създаване на Българското пещерно дружество (1928). Проучва Деветашката пещера и Долната пещера край Хлевене, Ловешко, пещери в района на Ракитово, Темната дупка край Лакатник и други.
Личен архивен фонд № 1638К „Петров, Павел Първанов (1884-1983)“ се съхранява в Централния държавен архив. Съставен е от 735 архивни единици за периода 1884–1982 година.